# 巴拉圭—越南關係
巴拉圭－越南关系是指巴拉圭和越南之間的雙邊關係。兩國均為七十七國集團、東亞－拉丁美洲合作論壇成員國。

## 政治交流
冷战时期的巴拉圭政府奉行反共主义，與越南民主共和国及其继承者越南社会主义共和国等共产主义国家甚少有贸易往来，巴拉圭总统史托斯納爾在越南战争期间，亦支持美国，并提出派遣部队援助美军与越南共和国军队，1974年，巴拉圭正式承認越南共和國，直至1975年南越覆亡為止。冷战结束后，巴拉圭于1995年5月30日与越南建立正式外交关系。
2007年3月，两国签署了关于给予持外交、公务护照人员免签证的协议。
2011年，巴拉圭总统費爾南多·盧戈访问越南，并得到了越南国家主席阮明哲的接见，在访越期间，费尔南多·卢戈也邀请阮明哲于巴拉圭独立200周年之际访问巴拉圭，两国外交部长亦签署了关于设立两国外交部配合与参考机制的备忘录。

### 外交机构
目前两国暂未在对方首都互设大使馆，巴拉圭对越南的相关事务由巴拉圭驻日大使馆兼轄，而越南对巴拉圭的相关事务则由驻阿根廷大使馆兼辖，2022年，越南政府在亞松森設立名譽領事館，玛丽亚·德尔·卡门·法拉贝拉（Maria del Carmen Falabella）被委任為首任名譽領事。

## 经贸关系
根据越南海关的统计数据，2016年越南与巴拉圭双边贸易额达7500万美元，其中，越南主要向巴拉圭出口咖啡、运动鞋、电扇、橡胶、竹制品、陶瓷器及纺织品服装等产品，巴拉圭主要向越南出口饲料、棉花、化工品、木材、木制品、牛肉等产品。

### 投资
两国相互投资额较少，2016年，由阿根廷、巴拉圭、乌拉圭等南美三国官员和企业家组成的代表团访问越南，考察了巴拉圭与越南企业建立直接贸易关系以及同越南推动贸易投资的合作的可能性。

## 文化交流
2015年8月2日，“越南电影周”在巴拉圭首都亚松森举行，共有7部越南电影在巴拉圭的电影院上映。翌日，巴拉圭国家文化中心亦举行了越南图片展及手工艺品展。2019年8月22日至23日，越南驻阿根廷兼驻巴拉圭大使馆与巴拉圭外交部、亚松森市政府联合举行了“亚松森越南日”活动。